# Mehmet Çoban (Ringer)
Mehmet Çoban (Koç Çoban Mehmet; * 1905 in Balıkesir; † 1969 in Istanbul) war ein türkischer Ringer. Er gewann bei der Europameisterschaft 1938 im griechisch-römischen Stil und bei der Europameisterschaft 1946 im freien Stil jeweils eine Bronzemedaille im Schwergewicht.

## Werdegang
Mehmet Çoban kam als Jugendlicher zum traditionellen türkischen Öl-Ringkampf. Schon bald stellte sich sein Talent für das klassische Ringen heraus. Er wurde deshalb Mitglied des damals besten türkischen Ringervereins Istanbul Güres Îhtisas Kulübü. Als Erwachsener war Mehmet Çoban über 1,80 Meter groß und ca. 100 kg schwer und startete immer im Schwergewicht. Obwohl das Ölringen, von dem er herkam, eigentlich mehr mit dem Freistilringen verwandt ist, rang Mehmet Çoban in beiden Stilarten (griechisch-römisch und freier Stil) und war auch in beiden Stilarten erfolgreich. Zwischen 1928 und 1947 wurde er insgesamt 19 Mal türkischer Meister.
1927 trat er auch erstmals auf der internationalen Ringermatte in Erscheinung. Er startete bei der Europameisterschaft in Budapest im griechisch-römischen Stil und besiegte im Schwergewicht Edmond Dame aus Frankreich, verlor aber gegen Willi Müller aus Deutschland und gegen Johan Richthoff aus Schweden, die ihm an internationaler Erfahrung weit überlegen waren. Er belegte bei dieser Europameisterschaft schließlich den 4. Platz.
1928 vertrat Mehmet Çoban die türkischen Farben bei den olympischen Spielen in Amsterdam. Er kam dort zu Siegen über J. Briola aus Argentinien und Emil Larsen aus Dänemark, verlor aber gegen Georg Gehring aus Deutschland und Hjalmar Nyström aus Finnland. Mit diesen Ergebnissen belegte er den 7. Platz.
Nach 1928 traten türkische Ringer einige Jahre lang auf internationalen Ringermatten nicht mehr in Erscheinung. Ausnahmen waren die Balkanmeisterschaften, bei denen Mehmet Çoban 1933, 1934, 1935, 1937 und 1940 gewann. Einzelne Ergebnisse von diesen Meisterschaften sind nicht bekannt.
1934 wurde dann der finnische Spitzenringer Onni Pellinen Trainer beim türkischen Ringerverband. Mit ihm und mit einigen jungen türkischen Trainern, Nuri Boytorun sei hier genannt, nahm dann das türkische Ringen einen ungeahnten Aufschwung.
Im September 1935 fanden in Istanbul drei Länderkämpfe der Türkei gegen Österreich statt. In zweien dieser Länderkämpfe stand Mehmet Çoban auf der Matte und besiegte dabei Eduard Schöll vom Polizei SV Wien jeweils nach Punkten.
1936 ging die Türkei bei den Olympischen Spielen in Berlin mit einer kompletten Mannschaft an den Start. Mehmet Çoban rang dort sowohl im freien als auch im griechisch-römischen Stil. Im freien Stil siegte er in seinem ersten Kampf über Léon Charlier aus Belgien und verlor danach gegen Georg Gehring und gegen Kristjan Palusalu aus Estland. Er belegte in diesem Stil den 8. Platz. Viel besser schnitt er im griechisch-römischen Stil ab. Er siegte hier über Aleardo Donati aus Italien und Peter Larsen aus Dänemark und verlor gegen Hjalmar Nyström und gegen Kristjan Palusalu. In der Endabrechnung verpasste er in diesem Stil mit dem 4. Platz knapp eine Medaille.
1938 startete Mehmet Çoban bei der Europameisterschaft in Tallinn im griechisch-römischen Stil. Er siegte dort über Peter Larsen und Karl Ehret aus Deutschland, verlor gegen Johannes Kotkas aus Estland und gegen John Nyman aus Schweden und gewann damit eine Bronzemedaille.
Vor dem Zweiten Weltkrieg nahm Mehmet Çoban 1939 auch noch an der Europameisterschaft im griechisch-römischen Stil in Oslo teil. Er verlor dort seinen ersten Kampf gegen John Nyman, siegte dann über Peter Larsen und über Gyula Bóbis aus Ungarn und verlor gegen Johannes Kotkas. Er kam in Oslo auf den 4. Platz.
1946 war Mehmet Çoban, schon über 40 Jahre alt, auch bei der ersten Europameisterschaft nach dem Zweiten Weltkrieg in Stockholm am Start. Er siegte dort im freien Stil über Charles Istaz aus Belgien und Josef Růžička aus der Tschechoslowakei und verlor gegen Bertil Antonsson aus Schweden und Willy Lardon aus der Schweiz. Hinter diesen beiden Ringern belegte er den 3. Platz und gewann damit wieder eine Bronzemedaille.
Danach beendete er seine Ringerlaufbahn.
Mehmet Çoban war ohne Zweifel einer der herausragenden Pioniere des modernen türkischen Ringens.

## Internationale Erfolge
| Jahr | Platz | Wettbewerb      | Stil | Gewichtsklasse | Ergebnisse |
| 1927 | 4.    | EM in Budapest  | GR   | Schwer         | nach einem Sieg über Edmond Dame, Frankreich und Niederlagen gegen Willi Müller, Deutschland und Johan Richthoff, Schweden                             |
| 1928 | 7.    | OS in Amsterdam | GR   | Schwer         | nach Siegen über J. Briola, Argentinien und Emil Larsen, Dänemark und Niederlagen gegen Georg Gehring, Deutschland und Hjalmar Nyström, Finnland       |
| 1936 | 8.    | OS in Berlin    | F    | Schwer         | nach einem Sieg über Léon Charlier, Belgien und Niederlagen gegen Georg Gehring und Kristjan Palusalu, Estland                                         |
| 1936 | 4.    | OS in Berlin    | GR   | Schwer         | nach Siegen über Aleardo Donati, Italien und Peter Larsen, Dänemark und Niederlagen gegen Hjalmar Nyström und Kristjan Palusalu                        |
| 1938 | 3.    | EM in Tallinn   | GR   | Schwer         | nach Siegen über Peter Larsen und Karl Ehret, Deutschland und Niederlagen gegen Johannes Kotkas, Estland und John Nyman, Schweden                      |
| 1939 | 4.    | EM in Oslo      | GR   | Schwer         | nach einer Niederlage gegen John Nyman, Siegen über Peter Larsen und Gyula Bóbis, Ungarn und einer Niederlage gegen Johannes Kotkas                    |
| 1946 | 3.    | EM in Stockholm | F    | Schwer         | nach Siegen über Charles Istaz, Belgien und Josef Růžička, Tschechoslowakei und Niederlagen gegen Bertil Antonsson, Schweden und Willy Lardon, Schweiz |

Erläuterungen
- GR = griechisch-römischer Stil, F = freier Stil
- OS = Olympische Spiele, EM = Europameisterschaft
- Schwergewicht, damals über 87 kg Körpergewicht